# Maravilloso

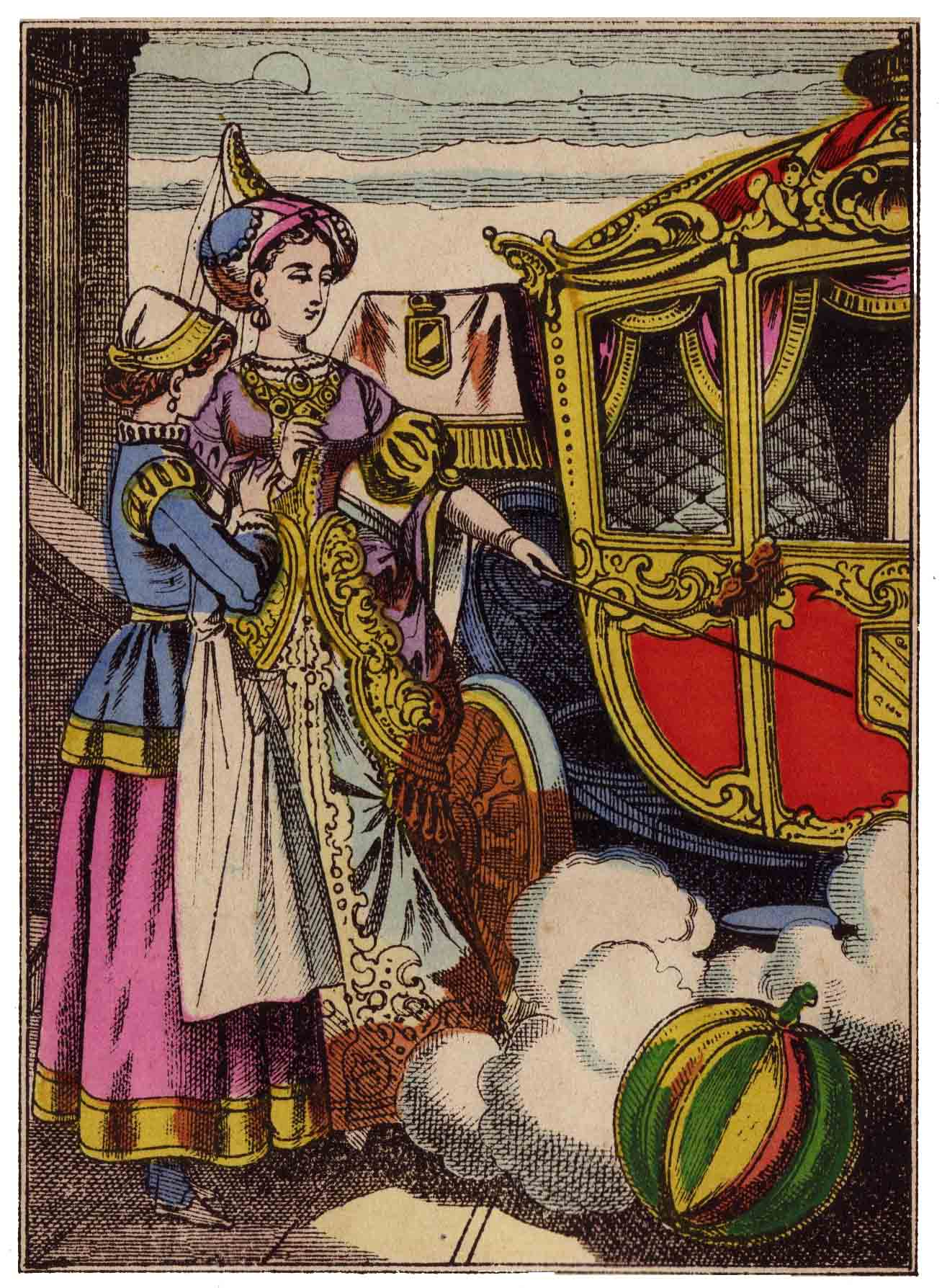
Aquí la ilustración del mejor sinónimo de la palabra "Maravilloso". El hada madrina de Cenicienta cambia una calabaza en carroza dorada, con un solo golpe de varita mágica (Imagen de Épinal).

Lo maravilloso (del latín mirabilia: «cosas asombrosas, admirables, inexplicables») se define por el carácter de lo que pertenece a lo sobrenatural, al mundo de la magia, al mundo de las hadas, al mundo donde lo imposible parece posible.
Con este concepto, Joan Escudé González, se refiere a algo increíble e inimaginable que engloba o comprende: «Una aventura o una experiencia asombrosa y deliciosa».
Asimismo, el crítico Jaime Rest define la anécdota maravillosa como: «una exposición de sucesos fabulosos y sobrenaturales presentados en la ficción como efectivamente acaecidos, se halla ilustrada en abundancia por los repertorios populares y anónimos...».

## Orígenes
Surgido de la tradición oral, lo maravilloso está presente en los cuentos religiosos y paganos. Para los antiguos, la intervención de los dioses (especialmente en la epopeya) era aceptado como algo natural, como algo maravilloso-pagano; y para los cristianos, son los ángeles y los demonios, así como los santos y sus dones milagrosos, los que conforman lo maravilloso-cristiano, y lo que se acepta como posible y común.
La forma más corriente de expresión popular vinculada a lo maravilloso es el cuento de hadas o cuento maravilloso, aunque lo maravilloso también se lo encuentra en el mito, la fábula, la leyenda, la epopeya, la fantasía.
Por evolución natural de las cosas, lo maravilloso pasa luego del mundo de la literatura al mundo del cine (ejemplos lo son los filmes de Jean Cocteau).
Presenta un narrador omnisciente.

## Presentación

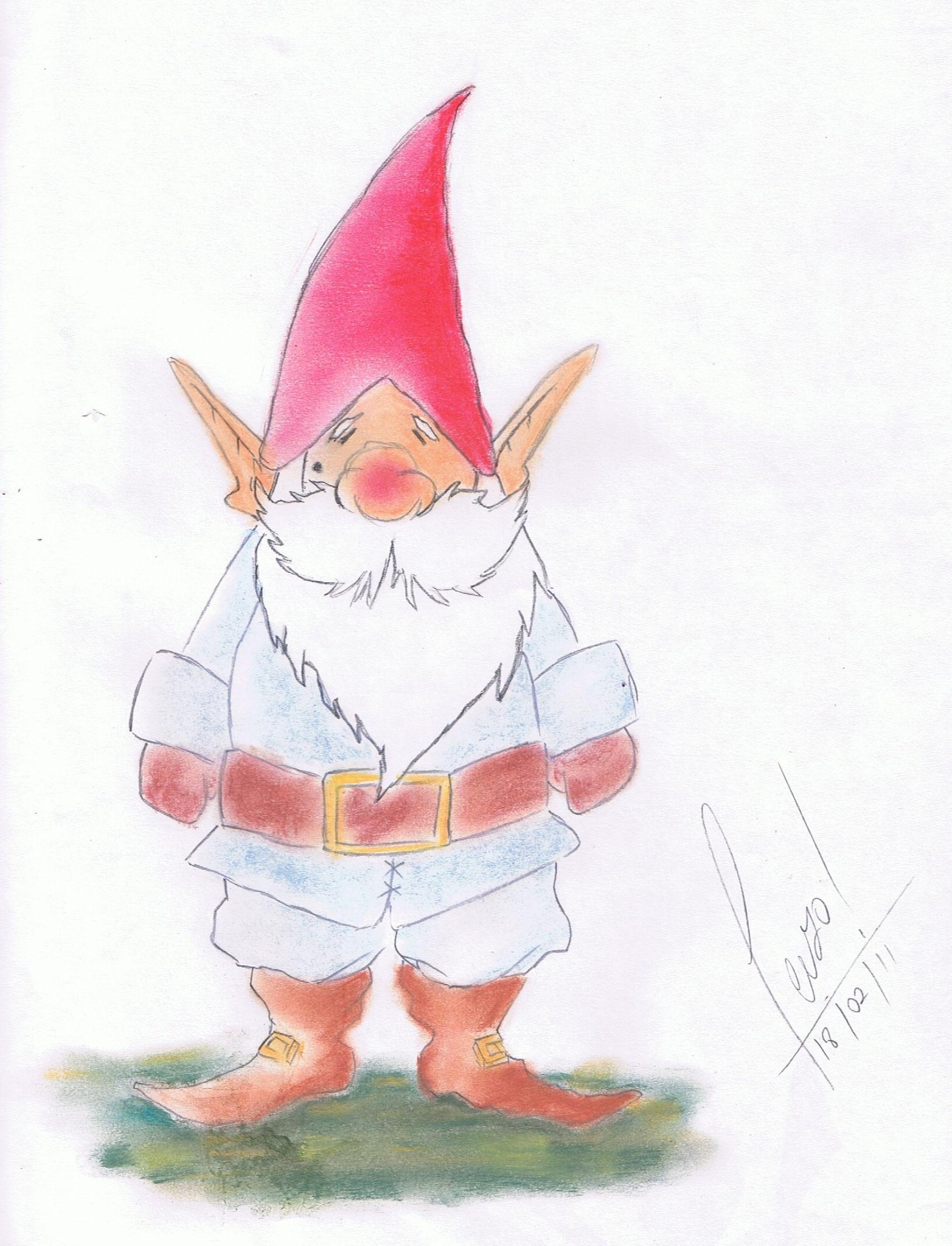
Gnomo de jardín (2011), caricatura de Habibi Khalifa.

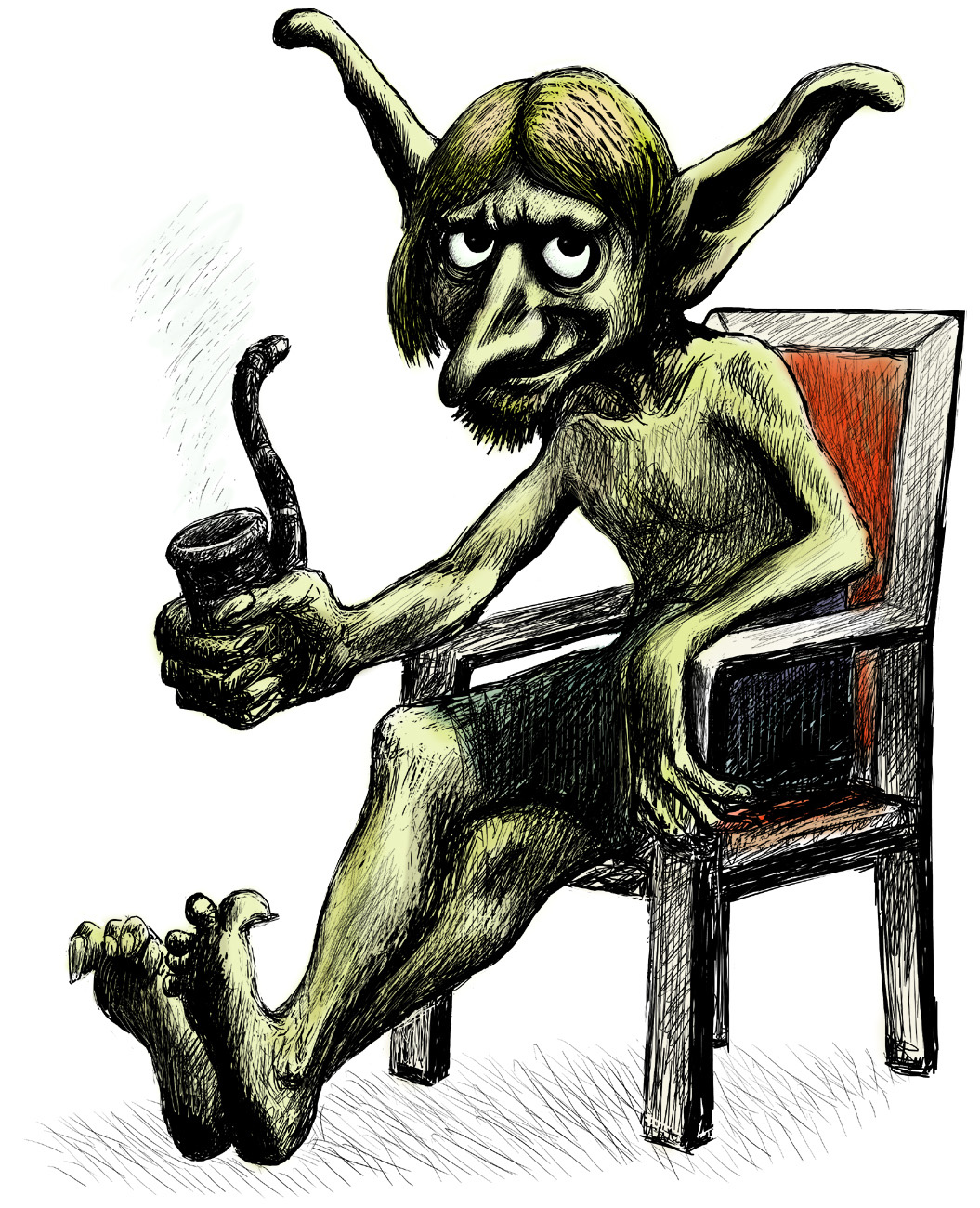
Ilustración de un duende.

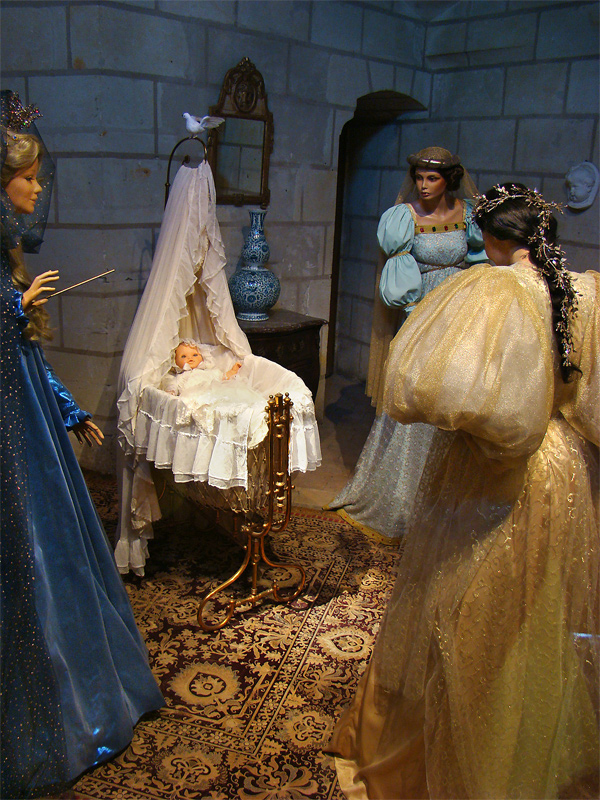
Ilustración de hada madrina para el cuento de Charles Perrault La bella durmiente.

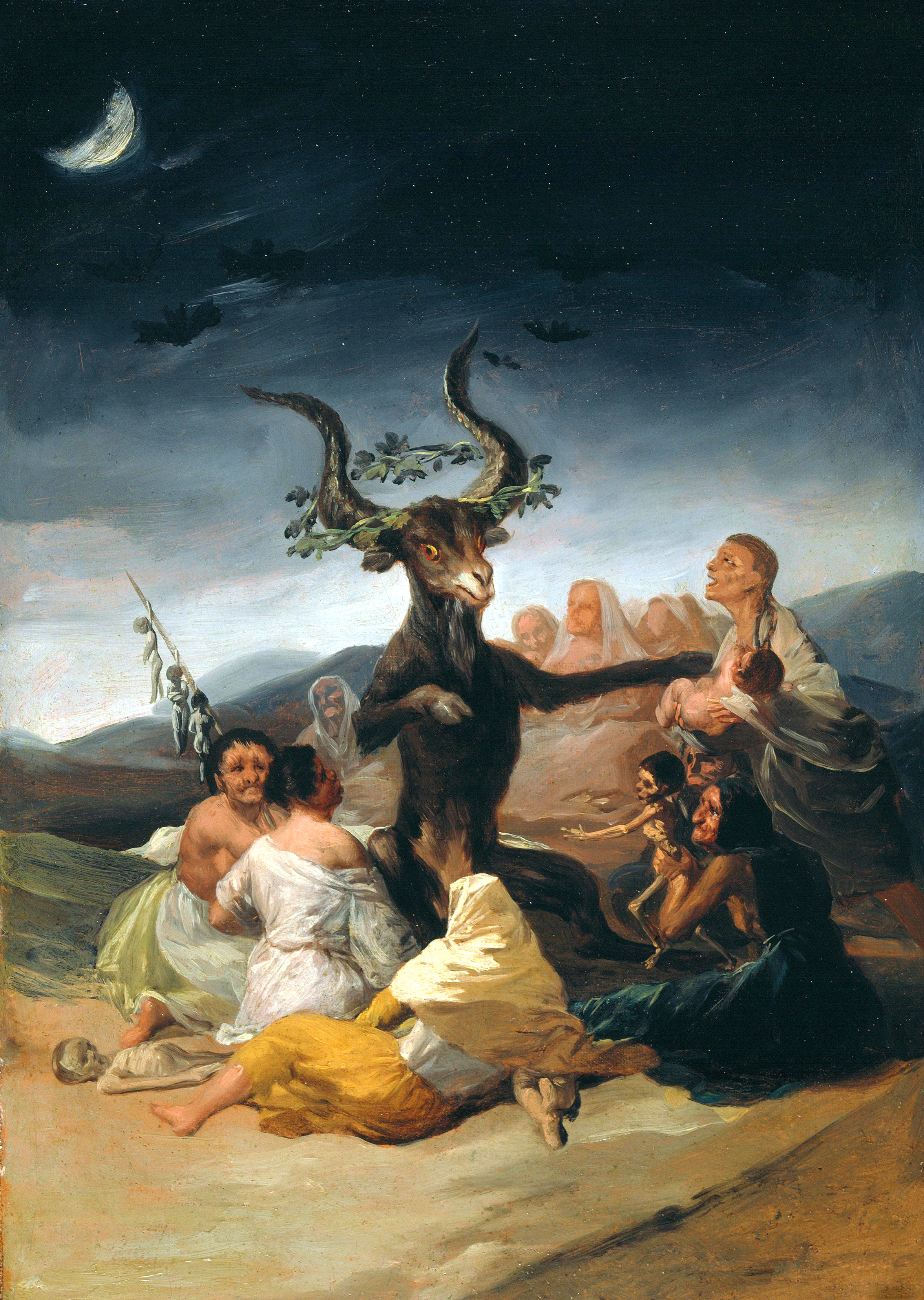
Ritual de aquelarre, cuadro de Francisco de Goya.

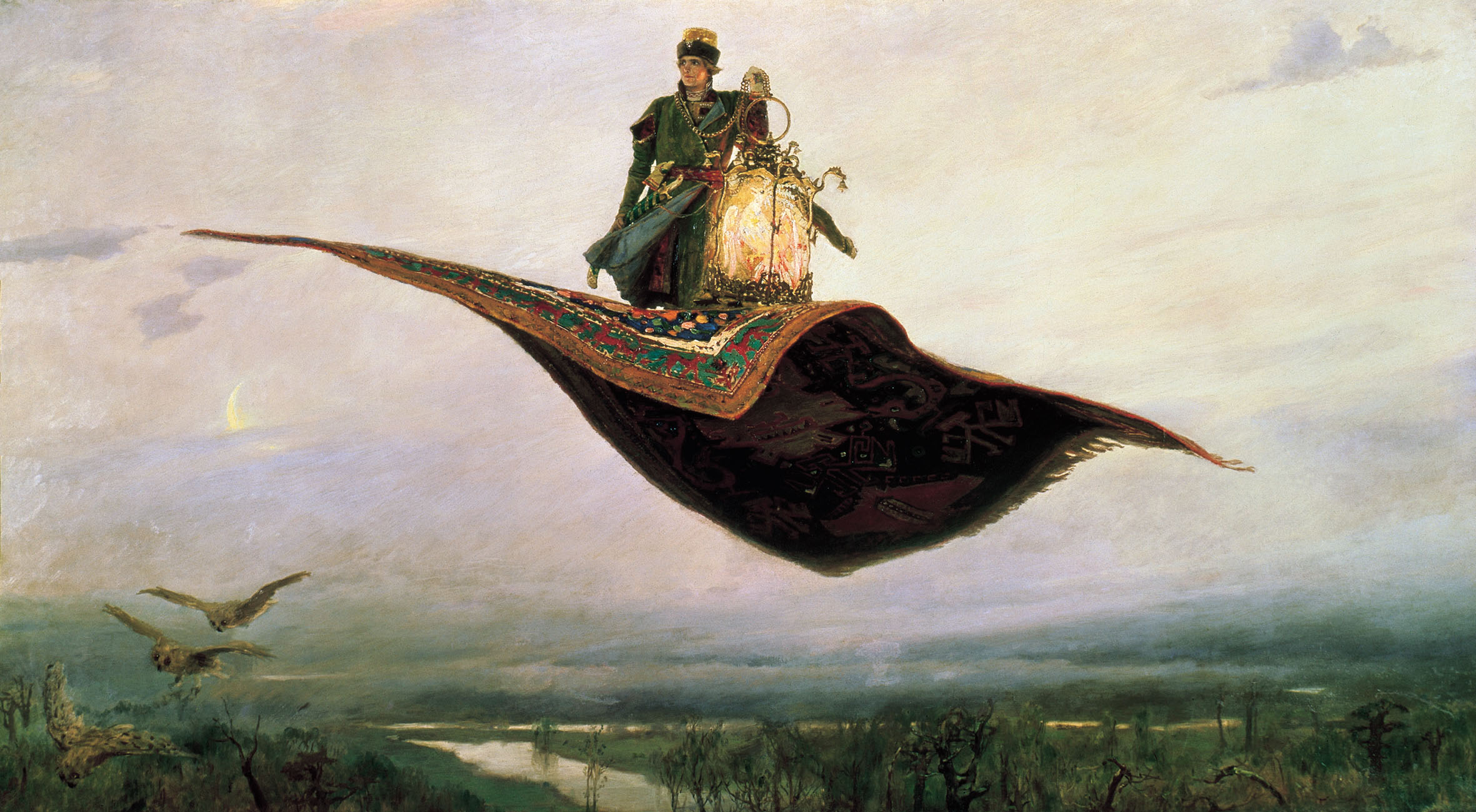
Cuadro de Víktor Vasnetsov

Lo maravilloso describe un mundo situado en un pasado alejado y no bien definido (« Érase una vez », « Il était une fois », « Once upon a time », « C'era una volta ») o bien en un futuro temporal en el caso de la ciencia ficción. Además, evoca un universo ingenuo y por momentos deslumbrante donde, según Tzvetan Todorov, lo sobrenatural tiene derecho a existir. Estas historias también contienen ciertas imprecisiones en cuanto al espacio en que se sitúan, aunque emplean recurrentemente determinados referentes concretos como el bosque, el castillo, el campo, etc.
Así, se sumerge al lector en un mundo distinto del actual y con valores diferentes, en donde aparecen gnomos, duendes, hadas madrinas, hechizos, alfombras volantes, genios maléficos o benevolentes, con total naturalidad.

### Los personajes
Los personajes de este mundo pertenecen a una sociedad artificial, donde son definidos por sus roles el Rey, la Reina, el Príncipe encantador (o Príncipe azul), a quienes apenas se les llama por sus nombres de pila o apodos, como por ejemplo Cendrillon (o Cenicienta), Blancanieves, Caperucita Roja, o como por ejemplo Pedro (personaje del cuento Pedro y el Lobo).
La realidad social allí está subyacente en la evocación de roles y tareas domésticas (especialmente en los cuentos de Charles Perrault).
Si las hadas ocupan lo principal de escenas y narraciones, también allí se presentan ogros, animales que hablan como el Lobo Feroz de Caperucita Roja, o el Gato con Botas...
Los personajes tienen sus antecedentes en un pasado con frecuencia bastante antiguo. Así por ejemplo las hadas recuerdan a las diosas celtas, a veces citadas en relación con lugares precisos, como fuentes o piedras levantadas.

### Los objetos
Los eventos y los objetos de este mundo de magia son también maravillosos, entre los que se pueden enumerar: las botas de siete leguas, varitas mágicas, llaves mágicas, espejos mágicos, alfombras mágicas, lámparas maravillosas, anillos mágicos, etc.

### Cuentos iniciáticos
Este tipo de historias frecuentemente pone en evidencia los arquetipos (enfoque jungiano), aventuras de héroes que pueden considerarse iniciáticas y que templan la evolución de los espíritus, etc. Por ejemplo, en el cuento de La Cenicienta, la pérdida de un zapato es signo de pasaje al reino de los muertos y, por tanto, una forma de iniciación. En el relato de Pulgarcito posiblemente ayuda al niño a sobreponerse a lo que Sigmund Freud llama fase oral, representando la victoria del débil frente al fuerte. De esta manera, el cuento maravilloso sin duda ilustra y transmite enseñanzas y la mayoría de estas historias terminan con el clásico "final feliz".

## Lo maravilloso y lo fantástico
Las narraciones maravillosas y fantásticas se parecen entre sí, pero se diferencian en la apreciación de lo sobrenatural, o sea cómo resuelve cada una su relación con lo "otro".
En un cuento maravilloso, las características del mundo sobrenatural son aceptadas por el lector como algo posible que no se discute, se observa gran confianza y gran credulidad, a pesar de que el autor haya destacado lo maravilloso, como para que esto no pueda pasar desapercibido. Por ejemplo, nadie se extraña en un cuento de hadas de que existan dragones y brujas. En cambio en lo fantastique queda anclado a la realidad, y el evento sobrenatural no es admitido como tal. A lo sumo se crea cierta duda tanto por parte del héroe como por parte del lector, que o puede encontrar una explicación racional del suceso, o puede admitir lisa y llanamente el carácter sobrenatural del mismo.
Presenta un narrador omnisciente.